# Orehovec, Šmarje pri Jelšah
Orehovec este o localitate din comuna Šmarje pri Jelšah, Slovenia, cu o populație de 66 de locuitori.